# Rodoaldo
Rodoaldo (o Rodwaldo) (ca. 637-653), fue un rey de los lombardos de Italia, que sucedió en el trono a su padre Rotario en 652. Se dijo que era lujurioso y que fue asesinado después de un reinado de tan solo seis meses, en 653, por el marido de una de sus amantes. Pablo el Diácono escribe que Rodoaldo «había reinado cinco años y siete días», pero los historiadores hacen notar que esta duración del reinado es sospechosa. Ariberto I, un aspirante rival fue elegido con el apoyo de la Iglesia católica, la cual se oponía a la monarquía arriana.